# On Bullshit
On Bullshit (em português: Sobre Falar Merda) é o título de um livro de Harry Gordon Frankfurt, o mais celebrado filósofo moral, e professor emérito de Filosofia da Universidade de Princeton. Sobre Falar Merda ficou em primeiro lugar na lista dos livros mais vendidos do New York Times, e foi editado no Brasil, em 2005. O título (On bullshit)  é uma expressão em inglês usada para desqualificar algum tipo de fala ou declaração. O pequeno tratado de 68 páginas, que já está na sua décima edição nos EUA, se tornou o primeiro livro editado por uma universidade a liderar o ranking dos mais vendidos do jornal The New York Times.
O ensaio foi escrito em 1985, para ser apresentado a um grupo de estudos. O texto foi publicado em 1988 numa reunião de ensaios e começou a circular na internet. Por sugestão de seu editor, Frankfurt concordou em lançá-lo num volume único, embora o achasse muito curto.

## O texto
"Nunca conte uma mentira se você pode conseguir as coisas falando merda.”(Frankfurt, 2005, p. 51) 
Frankfurt define o falar merda através de uma comparação com outras formas de desonestidade: a mentira, o blefe, a dissimulação. Conclui que ele não apenas é um fenômeno distinto de todos esses, como também é, de todos, o mais danoso à verdade, porque sua essência é uma "falta de preocupação com a verdade", ou "indiferença em relação ao modo como as coisas realmente são".
Um dos traços mais notáveis de nossa cultura é que se fala tanta merda. Todos sabem disso. Cada um de nós contribui com sua parte. Mas tendemos a não perceber esta situação (...), diz o primeiro parágrafo do livro de  Frankfurt. Uma das questões centrais levantada por Frankfurt é diferenciar claramente  os atos "falar merda" e "mentir". Para Frankfurt o falador de merda quer apenas passar uma impressão diferente sobre si mesmo, não sendo esta necessariamente falsa ou mentirosa. Ao fazer isso a pessoa não está nem aí para verdade e os fatos. Segundo Frankfurt: "É inevitável falar merda toda vez que as circunstâncias exijam de alguém falar sem saber o que está dizendo".

## Sutis diferenças
O livro distingue claramente as sutis diferenças entre mentir e falar merda. Quem mente tem convicções sobre o que é a verdade, mas omite ou esconde as convicções que tem. Quem fala bullshit não mente, pois não tem convicções. Os discursos de empulhação da maioria dos políticos brasileiros (e não brasileiros) consistem em, usando sua refinada habilidade profissional, falar abobrinha, ou enrolar, que são são duas expressões quase sinônimas de bullshit. O relevante é que isso se constitui uma modalidade de impostura que precisa ser melhor considerada por todos nós nas interações sociais que constituem nossas  vidas.
João Sayad em sua coluna, analisando a campanha eleitoral de 2005, declarou: “Vai ganhar o candidato que falar mais ‘bullshit’, que enrolar mais ou falar mais abobrinha. Não desanime. É apenas estratégia eleitoral. Quando ganhar, poderá fazer qualquer coisa ou o que for possível fazer. Isso, sim, deve deixá-lo preocupado.”.